# Internationale Cricket-Saison 2000/01
Die internationale Cricket-Saison 2000/01 fand zwischen September 2000 und April 2001 statt. Als Wintersaison wurden vorwiegend Heimspiele der Mannschaften aus Südasien, der Karibik und Ozeanien ausgetragen.

## Überblick

### Internationale Touren
| Beginn             | Heimteam    | Auswärtsteam | Resultate | Resultate | Artikel |
| Beginn             | Heimteam    | Auswärtsteam | Test      | ODI       | Artikel |
| ------------------ | ----------- | ------------ | --------- | --------- | ------- |
| 12. September 2000 | Simbabwe    | Neuseeland   | 0–2 [2]   | 2–1 [3]   | Artikel |
| 20. Oktober 2000   | Südafrika   | Neuseeland   | 2–0 [2]   | 5–0 [6]   | Artikel |
| 10. November 2000  | Bangladesch | Indien       | 0–1 [1]   |           | Artikel |
| 15. November 2000  | Pakistan    | England      | 0–1 [3]   | 2–1 [3]   | Artikel |
| 18. November 2000  | Indien      | Simbabwe     | 1–0 [2]   | 4–1 [5]   | Artikel |
| 23. November 2000  | Australien  | West Indies  | 5–0 [5]   |           | Artikel |
| 15. Dezember 2000  | Südafrika   | Sri Lanka    | 2–0 [3]   | 5–1 [6]   | Artikel |
| 26. Dezember 2000  | Neuseeland  | Simbabwe     | 0–0 [1]   | 1–2 [3]   | Artikel |
| 31. Januar 2001    | Neuseeland  | Sri Lanka    |           | 1–4 [5]   | Artikel |
| 17. Februar 2001   | Neuseeland  | Pakistan     | 1–1 [3]   | 3–2 [5]   | Artikel |
| 22. Februar 2001   | Sri Lanka   | England      | 1–2 [3]   | 3–0 [3]   | Artikel |
| 27. Februar 2001   | Indien      | Australien   | 2–1 [3]   | 2–3 [5]   | Artikel |
| 9. März 2001       | West Indies | Südafrika    | 1–2 [5]   | 2–5 [7]   | Artikel |
| 7. April 2001      | Simbabwe    | Bangladesch  | 2–0 [2]   | 3–0 [3]   | Artikel |

### Internationale Turniere
| Beginn           | Turnier                            | Land                         |
| ---------------- | ---------------------------------- | ---------------------------- |
| 3. Oktober 2000  | ICC KnockOut 2000                  | Kenia                        |
| 20. Oktober 2000 | Coca-Cola Champions Trophy 2000/01 | Vereinigte Arabische Emirate |
| 11. Januar 2001  | Carlton Series 2000/01             | Australien                   |
| 8. April 2001    | ARY Gold Cup 2000/01               | Vereinigte Arabische Emirate |

### Internationale Touren (Frauen)
| Beginn            | Heimteam   | Auswärtsteam | Resultate | Artikel |
| Beginn            | Heimteam   | Auswärtsteam | WODI      | Artikel |
| ----------------- | ---------- | ------------ | --------- | ------- |
| 18. November 2000 | Neuseeland | England      | 3–0 [3]   | Artikel |
| 9. April 2001     | Pakistan   | Niederlande  | 4–3 [3]   | Artikel |

### Internationale Turniere (Frauen)
| Beginn            | Turnier                        | Land       |
| ----------------- | ------------------------------ | ---------- |
| 28. November 2000 | Women’s Cricket World Cup 2000 | Neuseeland |

## Nationale Meisterschaften
Aufgeführt sind die nationalen Meisterschaften der Full Member des ICC.
| Land                               | First-Class                               | List A                                      |
| ---------------------------------- | ----------------------------------------- | ------------------------------------------- |
| Australien                         | Sheffield Shield 2000/01                  | Mercantile Mutual Cup 2000/01               |
| Bangladesch                        | National Cricket League 2000/01           | Green Delta National Cricket League 2000/01 |
| Indien                             | Ranji Trophy 2000/01                      | Ranji Trophy One Day 2000/01                |
| Duleep Trophy 2000/01              | Deodhar Trophy 2000/01                    |                                             |
| Irani Cup 2000/01                  | NKP Salve Challenger Trophy 2000/01       |                                             |
| Neuseeland                         | Shell Trophy 2000/01                      | Shell Cup 2000/01                           |
| Pakistan                           | Quaid-e-Azam Trophy 2000/01               | One Day Tournament (Departments) 2000/01    |
| PCB Patron’s Trophy 2000/01        | One Day Tournament (Associations) 2000/01 |                                             |
| Simbabwe                           | Logan Cup 2000/01                         |                                             |
| Sri Lanka                          | Premier Championship 2000/01              | Premier Limited Overs Tournament 2000/01    |
| Südafrika                          | SuperSport Series 2000/01                 | Standard Bank Cup 2000/01                   |
| West Indies                        | Busta Cup 2000/01                         | Red Stripe Bowl 2000/01                     |
| Busta International Shield 2000/01 |                                           |                                             |